# Коцин, Ян
Ян Коцин из Коцинет (чеш. Jan Kocin z Kocinet; 1543—1610) — чешский историк и юрист.
Закончил Пражский университет, был писарем совета в Праге, славился как знаток римского и отечественного права.
Издал:
- «Libri Hermogensi, qui inscribuntur de idels» (1571),
- «Prolusis scholastica politicae exercitationis» (1578),
- «Nova distributioШаблон:Typo help inline juris universi etc.» (1581),
- «Abeceda poboźne manźelky» (1582—1583)
- и др.